# Nascentes das Gerais

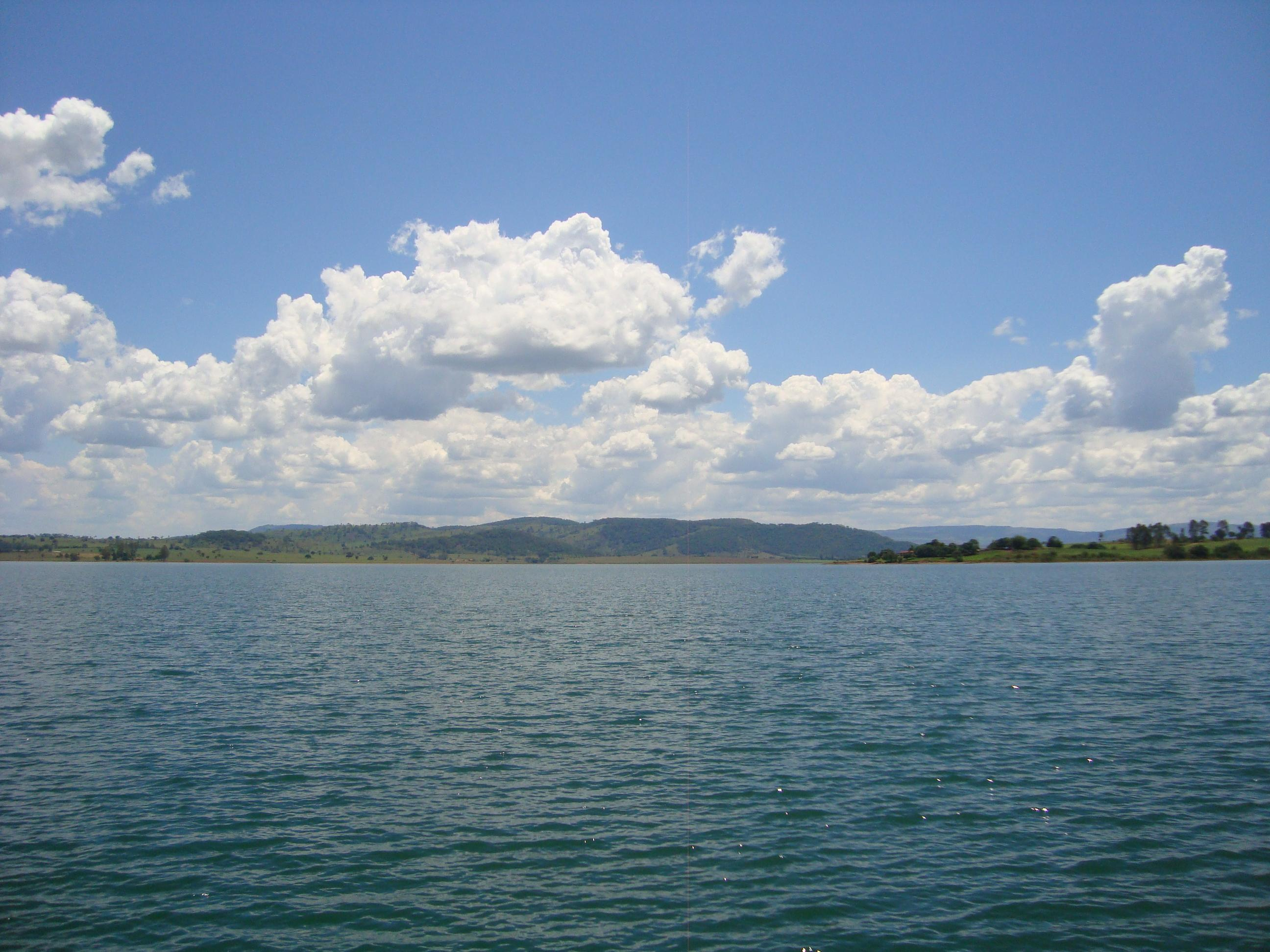
Porto da Praia Vermelha, em Delfinópolis.

Nascentes das Gerais é um circuito turístico do estado brasileiro de Minas Gerais que reúne dez municípios do sul e do sudoeste do estado: Capitólio, Cássia, Delfinópolis, Guapé, Itaú de Minas, Ibiraci, Passos, Pratápolis, São João Batista do Glória e Carmo do Rio Claro.

## Rodovias
Fazem parte desse circuito as rodovias BR-146, BR-464, MG-050, MG-170, MG-184 e MG-344.